# Esiko von Merseburg
Asic oder Esiko von Merseburg († 22. November 1004 in Löbschütz an der Mulde) war Graf von Merseburg und Kaiserlicher Truchsess.
Über seine Abstammung herrscht Unklarheit. Wahrscheinlich war er Sohn des Grafen Siegfried II. von Merseburg (von Uslar-Gleichen nennt Adalbero von Sachsen), vielleicht der Bruder des Grafen Binizo, der gemeinsam mit ihm durch den Chronisten Thietmar von Merseburg als Graf von Merseburg bezeichnet wird.
Erstmals wurde er 995 genannt, als sein Lehen der bischöflichen Kirche zu Meißen übertragen wurde. Vielleicht stellt die Urkunde des Jahres 999, die sein Lehen in den Orten Kuckenberg (Kreis Querfurt) und die zwölf Königshufen in Obhausen in Eigentum umwandelte, eine Entschädigung für das entzogene Lehen dar. Keine Urkunde gibt Auskunft über die genaue Lage seiner Grafschaft, die vermutlich im Gebiet von Kuckenburg, also im nördlichen Hassegau, lag.
984 war er bei der Versammlung auf der Asselburg gegen Heinrich den Zänker dabei.
990 nahm er teil am Kampf zur Unterstützung Herzogs Miseco gegen Herzog Boleslav Chrobry.
Als nach Ottos III. Tode der Markgraf Ekkehard I. von Meißen Ansprüche auf den Thron erhob, und sich zunächst der Pfalzorte zu bemächtigten suchte, behauptete Esiko, der "Getreue" des neuen Königs Heinrich II., die Burgen Merseburg, Allstedt (bei Sangerhausen) und Dornburg (an der Saale), bis Heinrich selbst am 24. Juli nach Merseburg kam, um hier die Huldigung der sächsischen Fürsten entgegenzunehmen.
1002 war Esiko beim Empfang des neugewählten Königs Heinrich II. in Merseburg zugegen.
| Personendaten    | Personendaten                                 |
| ---------------- | --------------------------------------------- |
| NAME             | Esiko von Merseburg                           |
| ALTERNATIVNAMEN  | Asic                                          |
| KURZBESCHREIBUNG | Graf von Merseburg und Kaiserlicher Truchsess |
| GEBURTSDATUM     | 10. Jahrhundert                               |
| STERBEDATUM      | 22. November 1004                             |
| STERBEORT        | Löbschütz an der Mulde                        |